# (74299) 1998 SQ152
(74299) 1998 SQ152 – planetoida z pasa głównego asteroid okrążająca Słońce w ciągu 4,52 lat w średniej odległości 2,73 j.a. Odkryta 26 września 1998 roku.